# Devin Nunes
Devin Nunes, född 1 oktober 1973 i Tulare County i Kalifornien, är en amerikansk affärsman och tidigare republikansk politiker. Han representerade delstaten Kaliforniens 22:a distrikt i USA:s representanthus 2003–2021.
Nunes tillträdde i januari 2022 som vd för det av Donald Trump grundade sociala medieföretaget Trump Media & Technology Group, som i februari 2022 lanserade mikroblog-webbplatsen Truth Social.

## Biografi
Nunes är katolik av portugisisk härkomst. Han studerade vid College of the Sequoias och California Polytechnic State University. Han avlade 1996 magisterexamen i lantbruksvetenskap vid California Polytechbic San Luis Obispo. Nunes gifte sig 2003 med grundskoleläraren Elizabeth Nunes. Paret har tre döttrar.
Han var 2003, när han först valdes in i USA:s representanthus, med om att grunda Congressional Hispanic Conference, en republikansk motsvarighet till Congressional Hispanic Caucus.
Tidigare chefstrateg Steve Bannon har beskrivit Nunes som Trumps näst starkaste allierade i kongressen.
I februari 2018, Nunes PM, ett 4-sidigt promemoria skrivet för Nunes av hans personal, släpptes av Nunes till allmänheten. PM:et påstod en FBI konspiration mot Donald Trump. I mars 2018, avslutade USA:s underrättelseutskott sin utredning om rysk inblandning i 2016 valet, avslutande att, i motsats till det officiella samförståndet av den amerikanska underrättelsetjänsten, det hade inte funnits samverkan mellan Trump-kampanjen och den ryska regeringen. Nunes inledde därefter en undersökning av FBI och justitieavdelningen för att det påstås att de missbrukar sina krafter i ett försök att skada Trump. Nunes attacker mot FBI och utredningen av oberoende utredaren Robert Mueller har skapat bekymmer bland demokrater och några republikaner om republikanska ansträngningar för att stoppa utredningen och för att skydda Trump från eventuella anklagelser mot honom.